# Markella Kavenagh
Markella Kavenagh, född 30 januari 2000 i Australien, är en australisk skådespelare.
Kavenagh har bland annat medverkat i TV-serierna The Gloaming från 2020 och Sagan om ringen: Maktens ringar från 2022. Hon har även medverkat i filmen My First Summer från 2020.

## Filmografi (i urval)
- 2020: My First Summer
- 2020: The Gloaming
- 2022: Sagan om ringen: Maktens ringar